# Beckerina nudipleura
Beckerina nudipleura är en tvåvingeart som beskrevs av Borgmeier 1925. Beckerina nudipleura ingår i släktet Beckerina och familjen puckelflugor. Inga underarter finns listade i Catalogue of Life.